# Kaple svatého Floriána (Prostějov)
Kaple svatého Floriána byla dominantou Floriánského náměstí v Prostějově v letech 1846 až 1962. 

## Historie
Původně na místě kaple svatého Floriána stávala menší dřevěná kaplička, kterou na krátký čas uzavřelo nařízení Josefa II. roku 1786. Nová kaple vznikla její přestavbou, kterou iniciovali bratři Jakub a Jan Demelovi. Věž pocházela ze školní budovy v Kralicích na Hané a nacházely se na ní hodiny za 400 zlatých. Kaple byla vysvěcena 4. května 1848 farářem Janem Hunsfeldem. Ten den vyšel ke kapli velký průvod od kostela Povýšení sv. Kříže. Mše svatá se zde konala jednou týdně. Osud budovy završil komunistický režim v roce 1962. Byla zbourána z důvodu stavby městských lázní, které však vyrostly o několik metrů stranou. Její stržení je považováno za zbytečné. Místo kaple dodnes kopírují stromy v malém parčíku a její někdejší přítomnost připomíná název náměstí.

## Interiér
Na kůru, kam vedlo patnáct schodů, se nacházela místní rarita: malé varhany bez pedálů, které však měly 27 černých klávesnic vydávajících celé tóny a 18 bílých hrajících půltóny. Ve hracím stole se nacházely 4 rejstříky. Měchy se naplňovaly vzduchem potahováním řemenů. Čelní stranu varhan zdobilo 17 nehrajících píšťal. Hrající se nacházely uvnitř stroje. Na hudebním kůru visely až do zboření kaple tři obrazy. Pán Ježíš se dvěma dětmi, Panna Maria s Ježíškem, Pán Ježíš v Getsemane. Z kůru se dalo po točitých schodech vylézt na věž, kde byl instalován stroj věžních hodin firmy Moravus. Kaple sv. Floriána měla dvě okna v presbytáři, dvě v kostelní lodi a jedno na kůru. Vnitřní stěny a strop vymaloval v roce 1936 mistr Jan Ježek z Bystřice pod Hostýnem. Kamenná dlažba zakoupená roku 1872 byla při demolici zničena.